# Jô
João Alves de Assis Silva (São Paulo, 20 de marzo de 1987), más conocido como Jô, es un futbolista brasileño. Juega de delantero actúa como atacante en el Amazonas F. C..

## Trayectoria

### Inicios
Comenzó en las bases del S. C. Corinthians brasileño y debutó con el primer equipo en 2003 con 16 años. Jugó 81 partidos y marcó 13 goles.

### Salto a Europa
Posteriormente, el P. F. C. CSKA de Moscú se hizo con sus servicios por 5 millones de euros. En sus dos años en Rusia disputó 53 partidos marcando 30 goles. Ha jugado la Liga de Campeones de la UEFA con el club ruso. 
Durante el mercado invernal de 2007 sonó con insistencia para el Valencia español, aunque finalmente fichó por el Manchester City F. C., donde jugó pocos partidos. 

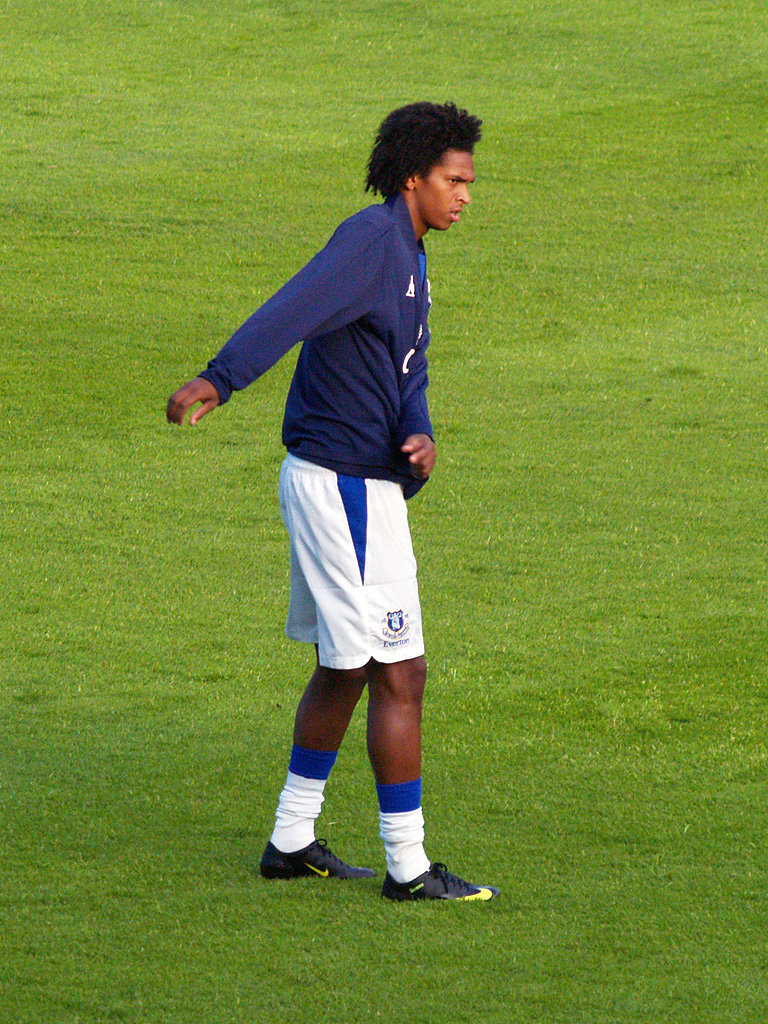
Jô en un calentamiento con el Everton antes de un partido amistoso contra el Bury el 10 de julio de 2009.

Tras militar a préstamo casi un año en el Everton F. C., después también a préstamo fue al Galatasaray S. K.

### Vuelta a Brasil
Vuelve a Brasil para ser fichado por el S. C. Internacional en 2012 y también en ese año fichó por el Atlético Mineiro. Para el 2013 se consolidó en el Mineiro llegando a ser campeón de la Copa Libertadores de ese año, siendo el goleador del torneo con 7 goles, logrando un rendimiento destacado para así volver a ser convocado por la selección brasileña en el 2013, año en el que también ganó la Copa Confederaciones con la verdeamarela.

## Selección nacional
Ha sido internacional con la selección de Brasil, llegando a disputar 20 partidos internacionales y marcando 5 goles.
El 7 de mayo de 2014 Luiz Felipe Scolari lo incluyó en la lista final de 23 jugadores que representarán a Brasil en la Copa Mundial de 2014. Jô no fue titular, sin embargo entró en ciertos encuentros de la Copa del mundo.

### Participaciones en fases finales
| Copa                      | Sede   | Resultado     | Partidos | Goles |
| ------------------------- | ------ | ------------- | -------- | ----- |
| Copa Confederaciones 2013 | Brasil | Campeón       | 3        | 2     |
| Copa Mundial de 2014      | Brasil | Cuarto puesto | 3        | 0     |

### Estadísticas
Actualizado el 12 de julio de 2014.
| Selección | Año   | Amistosos | Amistosos | Copa América | Copa América | Copa Mundial | Copa Mundial | Eliminatorias | Eliminatorias | Copa Confederaciones | Copa Confederaciones | Total | Total |
| Selección | Año   | Part.     | Goles     | Part.        | Goles        | Part.        | Goles        | Part.         | Goles         | Part.                | Goles                | Part. | Goles |
| --------- | ----- | --------- | --------- | ------------ | ------------ | ------------ | ------------ | ------------- | ------------- | -------------------- | -------------------- | ----- | ----- |
| Absoulta  | 2007  | 1         | 0         | -            | -            | -            | -            | -             | -             | -                    | -                    | 1     | 0     |
| Absoulta  | 2008  | 0         | 0         | -            | -            | -            | -            | 2             | 0             | -                    | -                    | 2     | 0     |
| Absoulta  | 2013  | 8         | 3         | -            | -            | -            | -            | -             | -             | 3                    | 2                    | 11    | 5     |
| Absoulta  | 2014  | 3         | 0         | -            | -            | 3            | 0            | -             | -             | -                    | -                    | 6     | 0     |
| Absoulta  | Total | 12        | 3         | 0            | 0            | 3            | 0            | 2             | 0             | 3                    | 2                    | 20    | 5     |

## Clubes
| Club                       | País                   | Año       |
| -------------------------- | ---------------------- | --------- |
| S. C. Corinthians          | Brasil                 | 2003-2005 |
| CSKA Moscú                 | Rusia                  | 2005-2008 |
| Manchester City F. C.      | Inglaterra             | 2008-2011 |
| Everton F. C. (cedido)     | Inglaterra             | 2009-2010 |
| Galatasaray S. K. (cedido) | Turquía                | 2010      |
| S. C. Internacional        | Brasil                 | 2011-2012 |
| Atlético Mineiro           | Brasil                 | 2012-2015 |
| Al-Shabab                  | Emiratos Árabes Unidos | 2015      |
| Jiangsu F. C.              | China                  | 2016      |
| S. C. Corinthians          | Brasil                 | 2017      |
| Nagoya Grampus             | Japón                  | 2018-2020 |
| S. C. Corinthians          | Brasil                 | 2020-2022 |
| Ceará S. C.                | Brasil                 | 2022      |
| Al-Jabalain                | Arabia Saudita         | 2023      |
| Amazonas F. C.             | Brasil                 | 2024-     |

## Palmarés

### Campeonatos regionales
| Título              | Club                | Estado             | Año  |
| ------------------- | ------------------- | ------------------ | ---- |
| Campeonato Paulista | S. C. Corinthians   | São Paulo          | 2003 |
| Campeonato Gaúcho   | S. C. Internacional | Río Grande del Sur | 2012 |
| Campeonato Mineiro  | Atlético Mineiro    | Minas Gerais       | 2013 |
| Campeonato Mineiro  | Atlético Mineiro    | Minas Gerais       | 2015 |
| Campeonato Paulista | S. C. Corinthians   | São Paulo          | 2017 |

### Campeonatos nacionales
| Título                | Club                  | País       | Año  |
| --------------------- | --------------------- | ---------- | ---- |
| Campeonato Brasileño  | S. C. Corinthians     | Brasil     | 2005 |
| Liga Premier de Rusia | P. F. C. CSKA Moscú   | Rusia      | 2006 |
| Copa de Rusia         | P. F. C. CSKA Moscú   | Rusia      | 2006 |
| Supercopa de Rusia    | P. F. C. CSKA Moscú   | Rusia      | 2006 |
| Supercopa de Rusia    | P. F. C. CSKA Moscú   | Rusia      | 2007 |
| Copa de Rusia         | P. F. C. CSKA Moscú   | Rusia      | 2008 |
| FA Cup                | Manchester City F. C. | Inglaterra | 2011 |
| Copa de Brasil        | Atlético Mineiro      | Brasil     | 2014 |
| Campeonato Brasileño  | S. C. Corinthians     | Brasil     | 2017 |

### Campeonatos internacionales
| Título               | Club (*)            | Sede           | Año  |
| -------------------- | ------------------- | -------------- | ---- |
| Juegos Olímpicos     | Selección de Brasil | Pekín          | 2008 |
| Recopa Sudamericana  | S. C. Internacional | Porto Alegre   | 2011 |
| Copa Confederaciones | Selección de Brasil | Brasil         | 2013 |
| Copa Libertadores    | Atlético Mineiro    | Belo Horizonte | 2013 |
| Recopa Sudamericana  | Atlético Mineiro    | Belo Horizonte | 2014 |

(*) Incluyendo la selección.

### Distinciones individuales
| Distinción                                        | Año  |
| ------------------------------------------------- | ---- |
| Máximo goleador de la Copa Libertadores (7 goles) | 2013 |
| Máximo goleador de la Brasileirão (18 goles)      | 2017 |